# Jordi Mollà
Jordi Mollà i Perales (AFI: [ˈʒɔɾði muˈʎa i pɛˈɾales]; L'Hospitalet de Llobregat, 1º luglio 1968) è un attore, regista e sceneggiatore spagnolo.

## Biografia
Dopo alcuni lavori televisivi, ha debuttato al cinema nel film di Bigas Luna Prosciutto prosciutto del 1992; negli anni seguenti ha lavorato costantemente per il cinema spagnolo, partecipando ai film Il fiore del mio segreto di Pedro Almodóvar, Seconda pelle, La buona stella e La Celestina per i quali viene candidato al premio Goya. Ha anche partecipato al film Volavérunt del 1999.
Ha iniziato a lavorare nel cinema statunitense nel 2001 interpretando lo spacciatore di droga Diego Delgado in Blow di Ted Demme, successivamente ha preso parte ai film Alamo - Gli ultimi eroi, Bad Boys II e Il mercante di pietre. Nel 2007 impersona Filippo II di Spagna in Elizabeth: The Golden Age di Shekhar Kapur.
Mollà è anche un pittore, ha esposto dei suoi dipinti in un'esposizione individuale alla Galería de Arte PicassoMio Gallery di Madrid; inoltre è uno scrittore con due libri all'attivo, Las Primeras Veces e Agua Estancada.
Parla italiano fluentemente.

## Filmografia parziale

### Attore

#### Cinema
- Prosciutto prosciutto (Jamón, jamón) regia di Bigas Luna (1992)
- Mi hermano del alma, regia di Mariano Barroso (1994)
- Alegre ma non troppo, regia di Fernando Colomo (1994)
- Todo es mentira, regia di Álvaro Fernández Armero (1994)
- Historias del Kronen, regia di Montxo Armendáriz (1994)
- Il fiore del mio segreto (La flor de mi secreto) regia di Pedro Almodóvar (1995)
- La Celestina, regia di Gerardo Vera (1996)
- La buona stella (La buena estrella), regia di Ricardo Franco (1997)
- Volavérunt, regia di Bigas Luna (1999)
- Seconda pelle (Segunda piel) regia di Gerardo Vera (1999)
- Blow, regia di Ted Demme (2001)
- Son de mar, regia di Bigas Luna (2001)
- Le valigie di Tulse Luper - La storia di Moab (The Tulse Luper Suitcases, Part 1: The Moab Story), regia di Peter Greenaway (2003)
- Bad Boys II, regia di Michael Bay (2003)
- Alamo - Gli ultimi eroi (The Alamo) regia di John Lee Hancock (2004)
- Antonio guerriero di Dio, regia di Antonello Belluco (2006)
- Il mercante di pietre, regia di Renzo Martinelli (2006)
- Elizabeth: The Golden Age, regia di Shekhar Kapur (2007)
- Che - Guerriglia (Guerrilla), regia di Steven Soderbergh (2008)
- Ce n'è per tutti, regia di Luciano Melchionna (2009)
- Innocenti bugie (Knight and Day), regia di James Mangold (2010)
- Una tragica scelta (Inhale), regia di Baltasar Kormákur (2010)
- Bunraku, regia di Guy Moshe (2010)
- There Be Dragons - Un santo nella tempesta (There Be Dragons), regia di Roland Joffé (2011)
- Colombiana, regia di Olivier Megaton (2011)
- 100 metri dal paradiso, regia di Raffaele Verzillo (2012)
- Una pistola en cada mano, regia di Cesc Gay (2012)
- Riddick, regia di David Twohy (2013)
- Latin Lover, regia di Cristina Comencini (2015)
- Ant-Man, regia di Peyton Reed (2015) - scene eliminate[2]
- Heart of the Sea - Le origini di Moby Dick (In the Heart of the Sea), regia di Ron Howard (2015)
- Tempo limite (Term Life), regia di Peter Billingsley (2016)
- Criminal, regia di Ariel Vromen (2016)
- Quel bravo ragazzo, regia di Enrico Lando (2016)
- Prigioniero della mia libertà, regia di Rosario Errico (2016)
- La musica del silenzio, regia di Michael Radford (2017)
- Agadah, regia di Alberto Rondalli (2017)
- L'uomo che uccise Don Chisciotte (The Man Who Killed Don Quixote), regia di Terry Gilliam (2018)
- Ibiza, regia di Alex Richanbach (2018)
- Niente di serio, regia di Laszlo Barbo (2017)
- Speed Kills, regia di Jodi Scurfield (2018)
- The Private Lives of Jordi Mollà & Domingo Zapata, regia di Giuseppe Ferlito – documentario (2021)
- Aggro Dr1ft, regia di Harmony Korine (2023)
- La lista dei miei desideri (The Life List), regia di Adam Brooks (2025)

#### Televisione
- I giustizieri della notte (Dark Justice) – serie TV, episodi 1x08-1x22 (1991-1992)
- Revolver, regia di Gary Nelson – film TV (1992)
- El joven Picasso – miniserie TV, 2 puntate (1994)
- Un dollaro per morire (Dollar for the Dead) , regia di Gene Quintano – film TV (1998)
- Caravaggio – miniserie TV, 2 puntate (2008)
- Stevie, regia di Bryan Goeres – film TV (2008)
- CSI: Miami – serie TV, episodio 10x02 (2011)
- Genius – serie TV, episodi 2x01-2x02 (2018)
- Regina del Sud (Queen of the South) – serie TV, episodi 3x01-3x02-3x03 (2018)
- Jack Ryan – serie TV, 8 episodi (2019)
- MobLand – serie TV, episodi 1x07-1x09 (2025)

### Regista e sceneggiatore
- Walter Peralta – cortometraggio (1993)
- No me importaría irme contigo – cortometraggio (1995)
- No somos nadie (2002)
- Cinemart (2007)
- 88 (2012)

## Riconoscimenti
- Premio Goya
  - 1997 – Candidatura al miglior attore non protagonista per La Celestina
  - 1998 – Candidatura al miglior attore protagonista per La buona stella
  - 2000 – Candidatura al miglior attore protagonista per Seconda pelle
  - 2010 – Candidatura al miglior attore protagonista per El cónsul de Sodoma
- Festival internazionale del cinema di Mar del Plata
  - 1997 – Astor d'argento al miglior attore per La buona stella

## Doppiatori italiani
Nelle versioni in italiano delle opere in cui ha recitato, Jordi Mollà è stato doppiato da:
- Christian Iansante in Una tragica scelta, Colombiana, Riddick, Criminal, Genius
- Diego Suarez in Alamo - Gli ultimi eroi, Innocenti bugie, Jack Ryan
- Gaetano Varcasia in Son de mar, Le valigie di Tulse Luper - La storia di Moab
- Eugenio Marinelli in Heart of the Sea - Le origini di Moby Dick
- Massimo De Ambrosis in Prosciutto, prosciutto
- Adriano Giannini in Il mercante di pietre
- Stefano Benassi in 100 metri dal paradiso
- Simone D'Andrea in La musica del silenzio
- Francesco Pannofino in Bad Boys II
- Antonio Sanna in Volavérunt
- Andrea Lavagnino in CSI: Miami
- Fabrizio Russotto in Ibiza
- Massimo Rossi in Regina del sud
- Sandro Acerbo in Blow
- Francesco Testa in Tempo limite
- Massimo Aresu in La lista dei miei desideri
- Franco Mannella in MobLand